# Wäija-Dynäs IK
Wäija-Dynäs IK är en idrottsförening från Bollstabruk i Kramfors kommun Västernorrlands län.

Föreningen bildades 1926 och tog sitt namn från de till en tätort sammanväxta bostadsområdena Väja i Bollstabruk och Dynäs, i Gudmundrå socken. 
Klubbens mesta kända verksamhet var länge inom längdskidåkning, där man från 1962 var arrangör för Väjaloppet och både 1980 och 1984 arrangerade kvaltävlingar in för Olympiska Spelen. Även tennis, ishockey och alpina grenar har funnits på programmet. På senare år har dock verksamheten uteslutande handlat om fotboll.
Damfotbollslaget spelade tre säsonger i Sveriges högsta division under perioden 1979–1981.

### Fotnoter
1. ↑  Sten Engblom. ”Wäija-Dynäs IK:s historia ställs ut”. Allehanda. https://www.allehanda.se/artikel/kramfors/waija-dynas-ik-s-historia-stalls-ut. Läst 11 januari 2019.
2. ↑  Jimmy Lindahl (29 mars 2004). ”Maratontabell för högsta damserien 1978-2003”. Bolletinen. http://www.bolletinen.se/sfs/pdf/stat_d_maraton_1978_2003_maratontab_f_hogsta_damserien.pdf. Läst 14 oktober 2013.